# فرودگاه لیسیجی جاراک
فرودگاه لیسیجی جاراک (به انگلیسی: Lisičji Jarak Airport) یک فرودگاه همگانی با کد یاتا LJB است که یک باند فرود چمن دارد و طول باند آن ۱۰۰۰ متر است. این فرودگاه در کشور صربستان قرار دارد و در ارتفاع ۷۱ متری از سطح دریا واقع شده است.